# Albert Falco
Albert Falco (Marsiglia, 17 ottobre 1927 – Marsiglia, 21 aprile 2012) è stato un naturalista subacqueo francese noto principalmente per essere stato uno dei principali collaboratori del celebre oceanografo Jacques-Yves Cousteau.

## Biografia
Nato a Marsiglia nel 1927, Falco si avvicinò al mare fin da giovane, sviluppando una passione per la subacquea e l'esplorazione. Iniziò a collaborare con Jacques-Yves Cousteau nei primi anni cinquanta, diventando ben presto una figura chiave nelle missioni scientifiche dell'équipe Cousteau.
Fu sommozzatore, capo sommozzatore e infine **capitano** della celebre nave oceanografica Calypso, sulla quale trascorse decenni a esplorare mari e oceani in tutto il mondo. Partecipò a numerose missioni scientifiche, esperimenti tecnici e alla produzione di documentari che hanno segnato la storia della divulgazione scientifica.
Tra i suoi contributi principali si ricorda la partecipazione ai documentari premiati Il mondo del silenzio (1956, Palma d'oro a Cannes e Oscar come miglior documentario) e Il mondo senza sole (1964).
Nel 1962 fu tra i primi due "acquanauti" a vivere in un habitat sottomarino durante l'esperimento Précontinent I, che anticipò la ricerca sulle stazioni subacquee e sulla vita in ambienti estremi.

Falco fu anche un attivo promotore della protezione degli ecosistemi marini e coautore di libri e documentari sull’ambiente.

## Opere e contributi
- Protagonista e tecnico subacqueo nei documentari della serie *L’Odyssée sous-marine de l’équipe Cousteau*
- Partecipazione a *Il mondo del silenzio* (1956) e *Il mondo senza sole* (1964)
- Coautore di *Capitaine de La Calypso*, autobiografia pubblicata nel 2001 con Catherine Chabaud

## Morte
Albert Falco è morto il 21 aprile 2012 a Marsiglia, all’età di 84 anni.